# Harald Hansen (futbolista)
Harald Hansen (Copenhaguen, 14 de març de 1884 – Aarhus, 10 de maig de 1927) va ser un futbolista i àrbitre danès que va competir al començament del segle xx. Jugà com a defensa i en el seu palmarès destaquen dues medalles de plata en la competició de futbol dels Jocs Olímpics de Londres de 1908 i d'Estocolm de 1912. També guanyà la lliga danesa de futbol de 1915-1916.
A la selecció nacional jugà un total de set partits, en què no marcà cap gol.